# Wiedlisbach
Wiedlisbach (toponimo tedesco) è un comune svizzero di 2 317 abitanti del Canton Berna, nella regione dell'Emmental-Alta Argovia (circondario dell'Alta Argovia); ha lo status di città.

## Monumenti e luoghi d'interesse

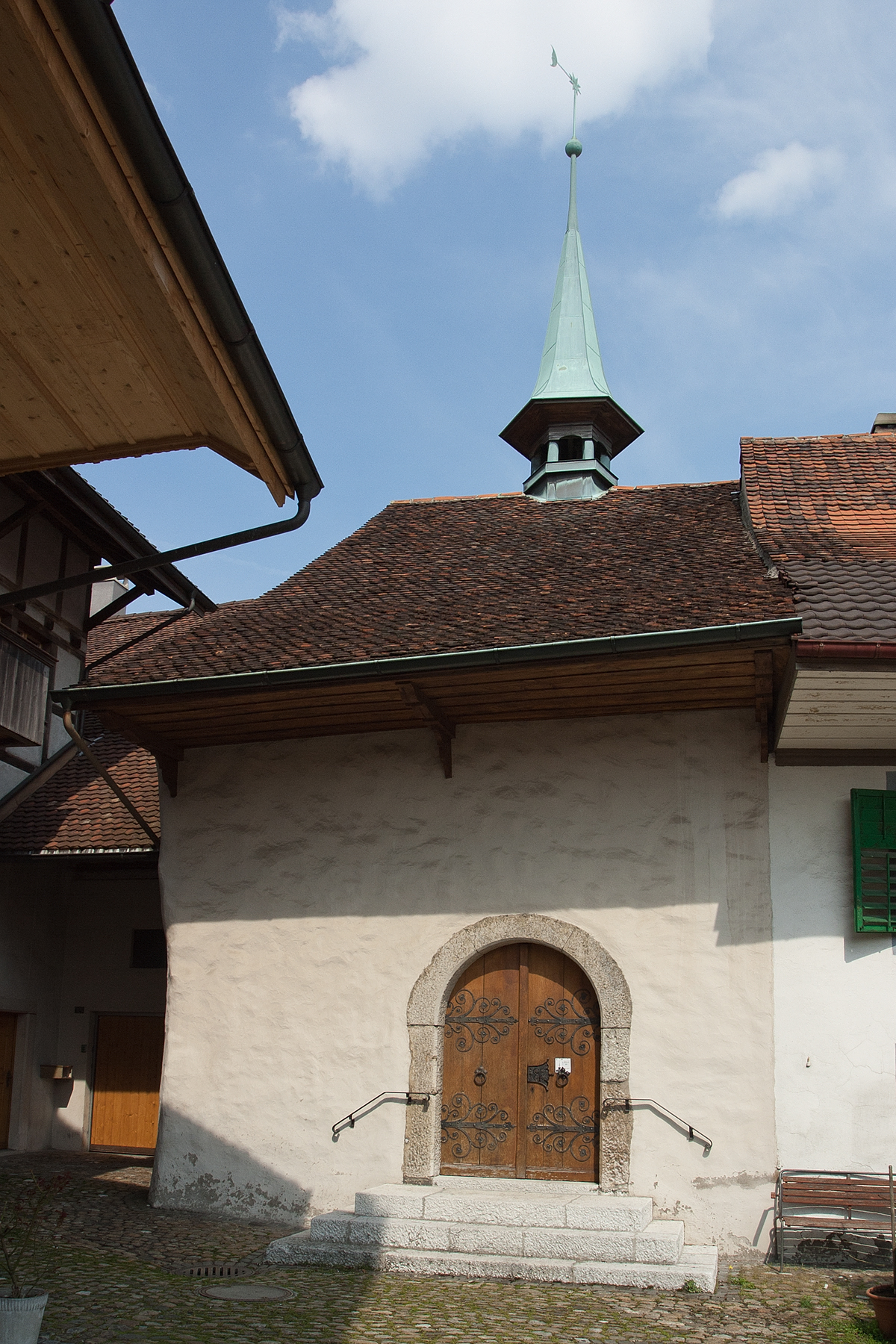
La cappella riformata

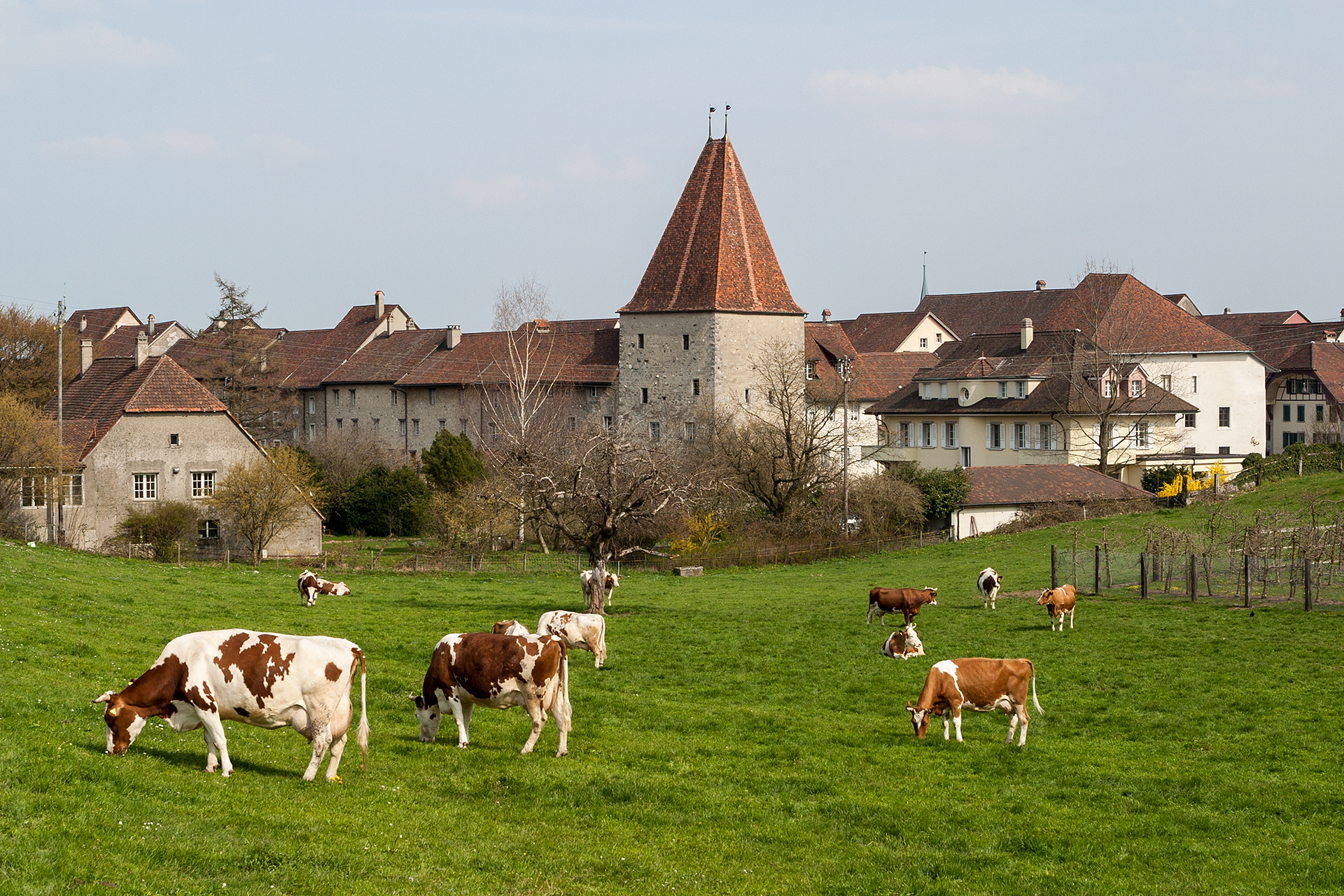
La Wohnturm

- Cappella riformata (già di Santa Caterina), attestata dal 1275 e ricostruita nel 1745[1];
- Wohnturm, torre di abitazione eretta nel Medioevo[1].

## Società

### Evoluzione demografica
L'evoluzione demografica è riportata nella seguente tabella:
Abitanti censiti

## Infrastrutture e trasporti
Wiedlisbach è servita dall'omonima stazione sulla ferrovia Soletta-Niederbipp.

## Amministrazione
Ogni famiglia originaria del luogo fa parte del cosiddetto comune patriziale e ha la responsabilità della manutenzione di ogni bene ricadente all'interno dei confini del comune.